# Odèon de Cartago
L'Odèon de Cartago fou un teatre cobert de l'antiga Cartago romana i avui unes restes arqueològiques de la moderna Carthage. Es trobava a la cimera d'un turó (conegut com a turó de l'Odèon) al costat del Teatre romà de Cartago, que estava adossat al turó. L'edifici tenia al davant un gran pati rectangular orientat al nord. Al subsòl tenia unes cisternes. Fou demolit per a la reutilització del seu material pels àrabs (material de Cartago es va usar per construir Kairuan) i només n'han quedat els fonaments i alguns elements aïllats; fou excavat per primera vegada el 1900 i 1901 i a les cisternes es van trobar nombroses restes de fragments de marbre dels elements arquitectònics i d'estàtues que havien format part de l'Odèon. Fou excavat altre cop per a nous estudis del 1994 al 1999.